# スーパーファミコン Nintendo Classics
『スーパーファミコン Nintendo Classics』（スーパーファミコン ニンテンドー クラシックス）は、任天堂が2019年9月6日に配信を開始したNintendo Switch用ゲームソフト。有料オンラインサービスであるNintendo Switch Onlineの加入者向けに追加料金無しで提供されている。

## 概要

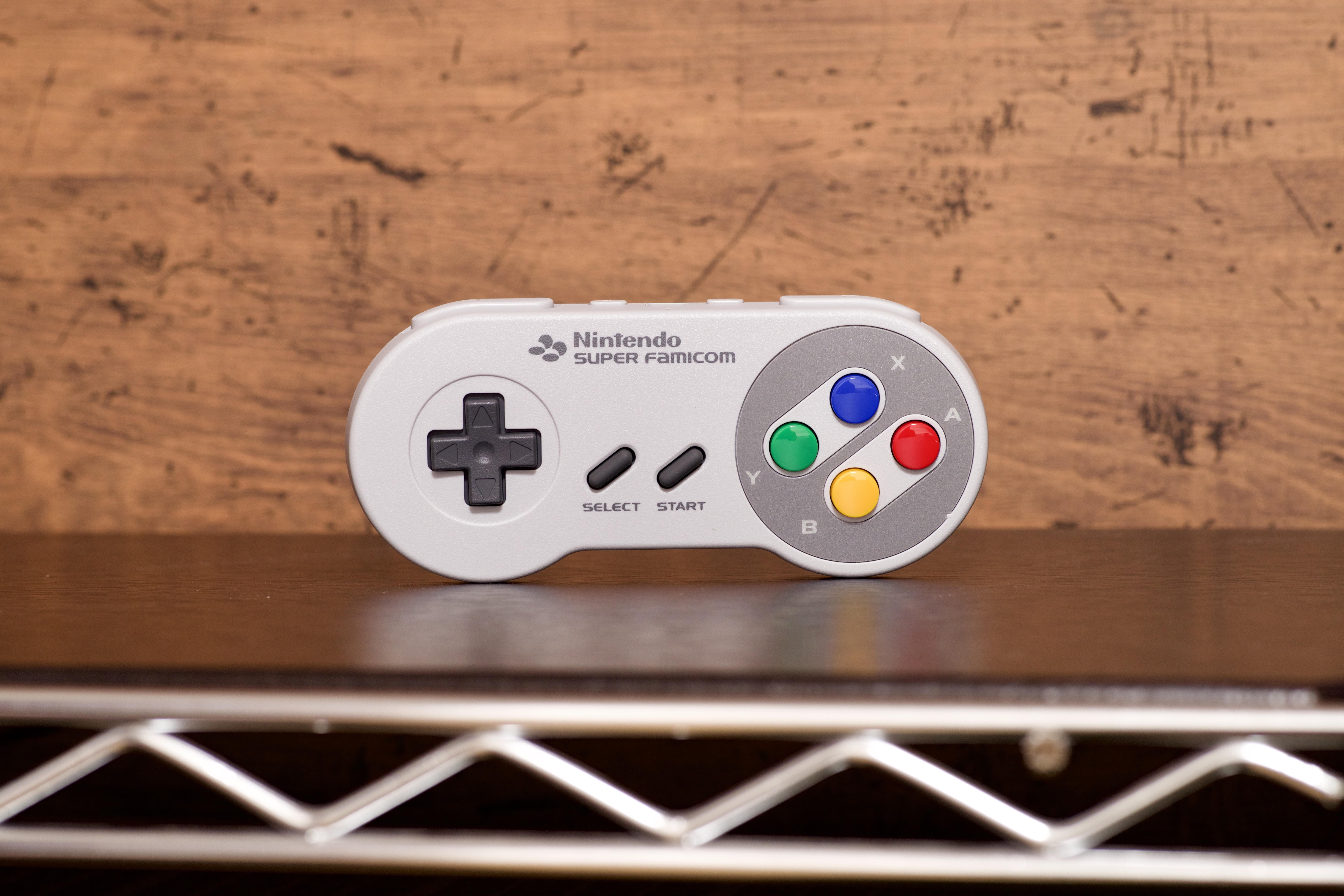
マイニンテンドーストアで購入可能の「スーパーファミコン コントローラー」(HAC‐042)

スーパーファミコンのゲームソフトが提供開始時点では20本収録されており、今後も不定期で追加される。基本機能は『ファミリーコンピュータ Nintendo Switch Online』と同じである。
香港を除く海外では『Super Nintendo Entertainment System – Nintendo Classics』という名称で配信されている。香港では日本版と同様のものが配信されている。
なお、本ソフトでの接続可能なコントローラーは最大2個となっており、オリジナル版やバーチャルコンソール版（New 3DSを除く）で可能であった人間プレイヤー3 - 4名での対戦には対応していない。
2025年7月29日には本ソフトの名称が、旧『スーパーファミコン Nintendo Switch Online』から現在の名称に変更された（海外版も含む）。
同日より、タイトルごとの操作説明やキーコンフィグが追加されたほか、オリジナル版でマウス操作に対応していたタイトルでは、USBマウス、さらにNintendo Switch 2ではJoy-Con 2でのマウス操作にも対応した。

## 収録タイトル
「販売メーカー」は配信時の権利保有メーカーであるため、オリジナル版の販売メーカーとは異なる場合がある。

### 2019年
| 配信開始日 | タイトル                          | 販売メーカー                    | 備考                         |
| ---------- | --------------------------------- | ------------------------------- | ---------------------------- |
| 09月06日   | F-ZERO                            | 任天堂                          |                              |
| 09月06日   | カービィボウル                    | 任天堂                          |                              |
| 09月06日   | スターフォックス                  | 任天堂                          |                              |
| 09月06日   | SUPER E.D.F.                      | シティコネクション              |                              |
| 09月06日   | スーパーファミリーテニス          | BANDAI NAMCO Entertainment Inc. | 海外では2020年2月19日に配信  |
| 09月06日   | スーパーフォーメーションサッカー  | スパイクチュンソフト            | 2025年3月28日に配信終了      |
| 09月06日   | す〜ぱ〜ぷよぷよ通                | 株式会社セガゲームス            | 海外でも日本版をそのまま配信 |
| 09月06日   | スーパーマリオカート              | 任天堂                          |                              |
| 09月06日   | スーパーマリオ ヨッシーアイランド | 任天堂                          |                              |
| 09月06日   | スーパーマリオワールド            | 任天堂                          |                              |
| 09月06日   | スーパーメトロイド                | 任天堂                          |                              |
| 09月06日   | ゼルダの伝説 神々のトライフォース | 任天堂                          |                              |
| 09月06日   | 戦え原始人3 主役はやっぱりJOE&MAC | G-MODE                          |                              |
| 09月06日   | 超魔界村                          | CAPCOM                          |                              |
| 09月06日   | デモンズブレイゾン 魔界村 紋章編  | CAPCOM                          |                              |
| 09月06日   | パイロットウイングス              | 任天堂                          |                              |
| 09月06日   | ブレス オブ ファイア 竜の戦士     | CAPCOM                          |                              |
| 09月06日   | 星のカービィ3                     | 任天堂                          |                              |
| 09月06日   | ラッシング・ビート乱 複製都市     | シティコネクション              |                              |
| 09月06日   | ワイルドトラックス                | 任天堂                          |                              |
| 12月12日   | スターフォックス2                 | 任天堂                          | [ 注 3 ]                     |
| 12月12日   | 星のカービィ スーパーデラックス   | 任天堂                          |                              |

### 2020年
| 配信開始日 | タイトル                              | 販売メーカー       | 備考                                                       |
| ---------- | ------------------------------------- | ------------------ | ---------------------------------------------------------- |
| 02月19日   | ブレス オブ ファイアII 使命の子       | CAPCOM             | 海外では2019年12月12日に配信                               |
| 02月19日   | Pop'nツインビー                       | KONAMI             |                                                            |
| 05月20日   | スーパーパンチアウト!!                | 任天堂             | 海外では2019年12月12日に配信                               |
| 05月20日   | パネルでポン                          | 任天堂             | 海外でも日本版をそのまま配信                               |
| 05月20日   | 怒りの要塞                            | City Connection    | 海外のみ                                                   |
| 07月15日   | 真・女神転生                          | アトラス           | 日本のみ                                                   |
| 07月15日   | スーパードンキーコング                | 任天堂             |                                                            |
| 07月15日   | Natsume Championship Wrestling        | Natsume, Inc.      | 海外のみ 『全日本プロレス´ 世界最強タッグ』の海外版        |
| 09月03日   | スーパーマリオコレクション            | 任天堂             | 「スーパーマリオブラザーズ35周年」キャンペーンの一環で配信 |
| 09月23日   | スーパーテニス・ワールドサーキット    | トンキンハウス     | 海外では2019年9月6日に配信                                 |
| 09月23日   | スーパードンキーコング2               | 任天堂             |                                                            |
| 09月23日   | ファイアーエムブレム 紋章の謎         | 任天堂             | 日本のみ                                                   |
| 09月23日   | ワイルドガンズ                        | Natsume, Inc.      | 海外では同年5月20日に配信                                  |
| 09月23日   | The Peace Keepers                     | City Connection    | 海外のみ 『ラッシング・ビート修羅』の海外版                |
| 12月18日   | くにおくんのドッジボールだよ全員集合! | ARC SYSTEM WORKS   | 海外では2024年9月18日に日本版をそのまま配信                |
| 12月18日   | スーパードンキーコング3               | 任天堂             |                                                            |
| 12月18日   | ファイヤー・ファイティング            | シティコネクション |                                                            |
| 12月18日   | すごいへべれけ                        | SUNSOFT            | 海外では2024年4月12日に日本版をそのまま配信                |
| 12月18日   | SUPERヴァリス 赤き月の乙女            | Edia               | 海外のみ                                                   |

### 2021年
| 配信開始日 | タイトル                                              | 販売メーカー                  | 備考                                                                  |
| ---------- | ----------------------------------------------------- | ----------------------------- | --------------------------------------------------------------------- |
| 02月17日   | サイコドリーム                                        | エディア                      |                                                                       |
| 02月17日   | 真・女神転生II                                        | アトラス                      | 日本のみ                                                              |
| 02月17日   | マリオのスーパーピクロス                              | 任天堂                        | 海外では2020年9月23日に日本版をそのまま配信 2025年7月29日にマウス対応 |
| 02月17日   | P-マン                                                | Interplay Entertainment Corp. | 海外のみ                                                              |
| 05月26日   | JOE&MAC 戦え原始人                                    | G-MODE                        |                                                                       |
| 05月26日   | 対決!!ブラスナンバーズ                                | エディア                      | 海外では同年2月17日に配信                                             |
| 05月26日   | ファイアーエムブレム 聖戦の系譜                       | 任天堂                        | 日本のみ                                                              |
| 05月26日   | マジカルドロップ2                                     | G-MODE                        |                                                                       |
| 05月26日   | スーパーマリオカート フルコースでおもてなしバージョン | 任天堂                        | 特別版                                                                |
| 05月26日   | Spanky's Quest                                        | Natsume, Inc.                 | 海外のみ 『反省ザル ジローくんの大冒険』の海外版                      |
| 07月28日   | 真・女神転生if...                                     | アトラス                      | 日本のみ                                                              |
| 07月28日   | DEAD DANCE                                            | シティコネクション            | 海外では2020年12月18日に配信                                          |
| 07月28日   | ボンバザル                                            | Throwback Entertainment Inc.  |                                                                       |
| 07月28日   | Claymates                                             | Interplay Entertainment Corp. | 海外のみ                                                              |
| 07月28日   | Jelly Boy                                             | Throwback Entertainment Inc.  | 海外のみ                                                              |

### 2022年
| 配信開始日 | タイトル                                                   | 販売メーカー                  | 備考                                       |
| ---------- | ---------------------------------------------------------- | ----------------------------- | ------------------------------------------ |
| 02月10日   | MOTHER2 ギーグの逆襲                                       | 任天堂                        |                                            |
| 02月10日   | スーパーメトロイド サムス・アラン最終形態                  | 任天堂                        | 特別版                                     |
| 03月31日   | 牧場物語                                                   | マーベラス                    | 海外では2023年6月6日に配信                 |
| 03月31日   | スーパーマリオワールド 気分一新！イメチェンバージョン      | 任天堂                        | 特別版                                     |
| 03月31日   | スーパーパンチアウト!! チャンピオンズエディション          | 任天堂                        | 特別版                                     |
| 03月31日   | Earthworm Jim 2                                            | Interplay Entertainment Corp. | 海外のみ                                   |
| 05月27日   | 海腹川背                                                   | スタジオ最前線                | 日本のみ                                   |
| 05月27日   | ラッシング・ビート                                         | シティコネクション            |                                            |
| 05月27日   | 戦え原始人2 ルーキーの冒険                                 | G-MODE                        | 海外のみ                                   |
| 06月10日   | カービィボウル レッツ♪カービィダンスバージョン             | 任天堂                        | 特別版                                     |
| 06月10日   | 星のカービィ スーパーデラックス メタナイトの逆襲バージョン | 任天堂                        | 特別版                                     |
| 06月10日   | 星のカービィ3 最近のゲームってまだむずかしすぎ？バージョン | 任天堂                        | 特別版                                     |
| 07月22日   | カービィのきらきらきっず                                   | 任天堂                        | 海外では2023年9月6日に日本版をそのまま配信 |
| 07月22日   | ファイターズヒストリー                                     | G-MODE                        |                                            |
| 07月22日   | Kirby's Avalanche                                          | Nintendo                      | 海外のみ 『す〜ぱ〜ぷよぷよ』の海外版      |

### 2023年
| 配信開始日 | タイトル                     | 販売メーカー | 備考                        |
| ---------- | ---------------------------- | ------------ | --------------------------- |
| 03月16日   | サイドポケット               | G-MODE       |                             |
| 06月06日   | スーパーウルトラベースボール | 日本ゲーム   | 海外では2021年5月26日に配信 |

### 2024年
| 配信開始日 | タイトル                           | 販売メーカー                               | 備考                         |
| ---------- | ---------------------------------- | ------------------------------------------ | ---------------------------- |
| 02月21日   | KILLER INSTINCT                    | Xbox Game Studios                          | 海外のみ                     |
| 04月12日   | SUPER R-TYPE                       | アイレムソフトウェアエンジニアリング       |                              |
| 04月12日   | バトルトード イン バトルマニアック | Xbox Game Studios                          | 海外では同年2月21日に配信    |
| 04月12日   | マーヴェラス 〜もうひとつの宝島〜  | 任天堂                                     | 日本のみ                     |
| 04月12日   | レッキングクルー'98                | 任天堂                                     | 海外でも日本版をそのまま配信 |
| 09月18日   | アンジェリーク                     | コーエーテクモゲームス                     | 日本のみ                     |
| 09月18日   | コズモギャング ザ パズル           | 株式会社バンダイナムコエンターテインメント | 海外でも日本版をそのまま配信 |
| 09月18日   | ビッグラン                         | シティコネクション                         | 海外でも日本版をそのまま配信 |
| 09月18日   | BATTLETOADS DOUBLE DRAGON          | Xbox Game Studios                          | 海外のみ                     |

### 2025年
| 配信開始日 | タイトル                     | 販売メーカー           | 備考                         |
| ---------- | ---------------------------- | ---------------------- | ---------------------------- |
| 01月24日   | 餓狼伝説2 新たなる闘い       | タカラ                 |                              |
| 01月24日   | スーパーチャイニーズワールド | カルチャーブレーン     |                              |
| 01月24日   | すってはっくん               | 任天堂                 | 海外でも日本版をそのまま配信 |
| 03月28日   | 三國志Ⅳ                      | コーエーテクモゲームス |                              |
| 03月28日   | SUPER 信長の野望・全国版     | コーエーテクモゲームス | 同年7月29日にマウス対応      |
| 03月28日   | SUPER 信長の野望・武将風雲録 | コーエーテクモゲームス |                              |
| 03月28日   | 大航海時代Ⅱ                  | コーエーテクモゲームス |                              |
| 07月29日   | マリオペイント               | 任天堂                 | マウス専用                   |